# El motivo
El motivo es un tango de 1914 cuya letra pertenece a Pascual Contursi en tanto la música es de Juan Carlos Cobián. Fue cantado por Renée Pocoví en una obra teatral de 1919 y grabado por Carlos Gardel en 1920 y hay otra letra, autoría de Enrique Cadícamo que este retiró después de haberla editado, por pedido de José María Contursi y de la cual no hay registros.

## Los autores
Pascual Contursi nació el 18 de noviembre de 1888 en Chivilcoy, una pequeña ciudad rural de la Argentina y ubicada a 164 kilómetros de la ciudad de Buenos Aires, y a los pocos años se trasladó con su familia a esta última ciudad. En su adolescencia escribía poesías y cantaba, acompañándose con guitarra, temas que componía. Trabajó como vendedor en una zapatería y hacia 1914 se radicó en Montevideo, donde comenzó a componer letras para tangos que no las tenían y a cantarlas en público, con o sin el consentimiento del autor de la música. La innovación consistió en que muchas de estas letras contenían el relato de una historia,  generalmente vinculada a temas sobre los cuales ya habían escrito cultores de la poesía urbana como, por ejemplo, Evaristo Carriego.
Juan Carlos Cobián, fue un destacado compositor, director de orquesta, pianista y letrista de tango que nació en Pigüé,  Provincia de Buenos Aires,  el 31 de mayo de 1896 y murió en Buenos Aires el 10 de diciembre de 1953. Innovador como ejecutante y como compositor. Cuando compuso Salomé inició junto a Enrique Pedro Delfino, creador del tango Sans Souci la tendencia innovadora del "tango romanza". Como pianista, fue el primero en llenar con adornos en los bajos de los silencios de la melodía –procedimiento que sería luego sistematizado por Francisco De Caro-. Por su calidad de ejecutante y su delicadeza en la ejecución fue llamado "el Chopin del tango". De los muchos tangos que escribió, algunos son considerados  verdaderos clásicos del género, pueden citarse Los dopados -luego retitulado Los mareados-, con letra de Enrique Cadícamo, La casita de mis viejos, Niebla del Riachuelo, Nostalgias y A pan y agua (1919).

## Estreno
En 1914 Juan Carlos Cobián se fue a vivir a Buenos Aires desde Bahía Blanca donde vivía y comenzó a ganarse la vida tocando en una cervecería y en varios cines, entre ellos el Buckingham de Avenida Corrientes y Callao y el Las Familias de la avenida Santa Fe, en los que se proyectaban películas mudas. Un día le presentaron a Eduardo Arolas quien a su vez lo puso en contacto con el bandoneonista Genaro Espósito, conocido como el "Tano" Genaro y el violinista Ernesto Zambonini, autor del tango La clavada, con los cuales formó un trío. Por esa época actuó con Julio Doutry y "mochila" González. en el cabaré Montmartre de Corrientes al 1400, el Moulin Rouge de Rosario y en la casa de baile de "La gallega Julia" de Sáenz Peña y Garay en la cual estrenó en 1914 el tango El motivo.
El 25 de julio de 1919 la compañía Arata-Simari-Franco  estrenó en el Teatro Nacional el sainete El Cabaret Montmartre, de Alberto Novión, y en ella se interpretó por primera vez el tango El motivo al que, como en otros tangos de Juan Carlos Cobián que habían nacido como instrumentales, se le había agregado la letra de Pascual Contursi. La incorporación de la letra, que colaboró en una buena parte para su perdurable popularidad, hizo retitular al tango como Pobre paica.
Alberto Novión fue un dramaturgo que nació en Bayona (Francia) el 9 de febrero de 1881 y se radicó en Argentina donde obtuvo la ciudadanía de este país y realizó una amplia contribución al llamado género chico hasta su fallecimiento el 25 de noviembre de 1937. Sus obras abarcaron todos los géneros, inclusive la revista, y ubicó en la acción escénica tanto las clases pobres y el hampa como la ciudad y el campo, los menesterosos y la clase media, a la cual perteneció por muchos aspectos de su cultura y conformación espiritual. Escribió y estrenó más de 90 piezas, 73 de ellas que encuadran en el teatro breve, 30 están registradas como sainetes y 22 en calidad de revistas, sketchs y zarzuelas que fueron interpretadas por los principales actores de la época: Orfilia Rico, Florencio Parravicini, Lea Conti, Pablo Podestá, Roberto Casaux, Enrique Muiño, Elías Alippi, Luis Arata, en muchos casos bajo su dirección artística.

## El tema
En tanto el tema de Mi noche triste , retomado por Contursi en otros tangos como De vuelta al bulín y La he visto con otro, era el del hombre que lamenta el abandono de la mujer, en El motivo y en el posterior  Ventanita de arrabal  (1927) Contursi trata la situación inversa de la mujer abandonada. La historia narrada en el tango no es ajena al ambiente de la obra pero la protagonista de aquel corre peor suerte que la asignada por Novión a su heroína. En la pieza teatral, poblada de tipos cómicos, baile de juergas y notas de sentimentalidad rebuscadas pero certeras y efectistas, la protagonista es una honesta cantante que dejó el cabaré para casarse con un joven pobre hasta que cansada de la vida de estrechez  lo abandona para volver a los halagos y aplausos de su vida anterior; sin embargo, cuando se da cuenta de que no hallará felicidad en esa vida vuelve a la humilde piecita de inquilinato con su esposo amado. La protagonista del tango, en cambio, es una “pobre paica” que avejentada, pobre, enferma y abandonada por su galán recuerda llorando su pasado feliz.
En la obra María Luisa Notar canta Flor de fango y Renée Pocovi interpreta El motivo, ambas  creaciones de Contursi para ser cantadas por un hombre; recién más adelante, y paulatinamente, los poetas adaptaron sus versos para una protagonista femenina y así Luisa Salas estrenó Loca en 1922; Azucena Maizani, Padre nuestro, en 1923  e Iris Marga, Julián, en 1924.

## Grabaciones
Entre otras, se realizaron estas grabaciones:
Carlos Gardel acompañado por la guitarra de José Ricardo en 1920 para Odeon; Alberto Marino lo hizo en 1947 para la misma discográfica con la orquesta de Emilio Balcarce; el 28 de diciembre de 1949 lo hizo Ángel Vargas con la orquesta de Eduardo del Piano para RCA Victor; para el mismo sello, Francisco Fiorentino con la orquesta de Alberto Mancione el 30 de marzo de 1951; Floreal Ruiz con la orquesta de José Basso para Odeon en 1956 y con Osvaldo Requena para Microfon en ; Aníbal Troilo para RCA Victor en 1962 con la voz de Roberto Goyeneche y en 1966, con la de Tito Reyes; en 1966 Osvaldo Pugliese grabó una versión instrumental para Philips y al año siguiente lo hizo para el mismo sello Edmundo Rivero con acompañamiento de guitarras 
También lo grabaron Juan Carlos Cobián, Julio De Caro, Horacio Salgán, Atilio Stampone, Jorge Vidal, Susana Rinaldi y el cuarteto Leopoldo Federico, Aníbal Troilo, Roberto Grela y Astor Piazzolla.